# Engelbert Rückl
Engelbert Rückl (* 3. September 1888 in Voitsberg, Steiermark; † 25. März 1946 in Bad Gleichenberg, Steiermark) war ein österreichischer Politiker.

## Leben
Der aus einer Glasererfamilie stammende Rückl absolvierte nach dem Besuch der Pflichtschulen die Lehrerbildungsanstalt in Graz. In Folge war er als Lehrer an Schulen in Gschnaidt, Hitzendorf und Kainbach bei Graz tätig, ehe er im Jahr 1908 Anstellung an der Deutschen Staatsschule in Triest fand. Hier wurde ihm der Titel Professor verliehen.
Nach dem Ersten Weltkrieg, in dem er auch aktiv eingesetzt wurde, engagierte sich Rückl – seit Ende der 1910er Jahre auch Parteimitglied der Sozialdemokratischen Partei (SP) – für den Aufbau der Sozialdemokratie in der Steiermark; auch setzte er sich für die Fürsorge von im Krieg geschädigten Soldaten ein. 1919 wurde er in Graz in den Gemeinderat gewählt, dem im Jahr 1920 die Ernennung zum Leiter des Stadtschulrats folgte. 1924 wurde er Vizebürgermeister der Landeshauptstadt, sowie Finanzstadtrat.
Während des Österreichischen Bürgerkriegs, im Februar 1934, wurde Rückl als Kommandant des Republikanischen Schutzbundes im Anhaltelager Wöllersdorf in der Gemeinde Wöllersdorf-Steinabrückl interniert. Was während der NS-Zeit aus ihm wurde, ist nicht bekannt.
Nach dem Krieg wurde Rückl von der Sowjetischen Besatzungszone im Mai 1945 zum Bürgermeister von Graz ernannt; allerdings endete seine Amtszeit, die er am 8. Mai antrat, nach nur einer Woche, am 15. Mai 1945, als er Eduard Speck die Amtsstube übergeben musste. Im Dezember desselben Jahres wurde er als SP-Abgeordneter in den Nationalrat gewählt, allerdings endete seine Amtszeit ebenfalls nach relativ kurzer Zeit. Sie dauerte exakt 16 Tage, vom 19. Dezember 1945 bis zum 4. Januar 1946.
Gesundheitsbedingt zog sich Rückl danach ins Privatleben zurück; er starb zwei Monate nach seinem Ausscheiden aus dem Nationalrat im Alter von 57 Jahren.